# Biška vas
Biška vas – wieś w Słowenii, w gminie Mirna Peč. W 2018 roku liczyła 137 mieszkańców.